# NHKラジオライブラリー
NHKラジオライブラリーはNHKラジオ第2放送で1997年4月7日から2006年3月18日まで平日月曜~金曜21:00~21:30（再放送:火曜~土曜11:30~12:00）放送された、ラジオ番組である。
番組はこれまでにNHKのラジオ放送で製作された番組のうち、月曜~木曜は主として教養講座番組（NHK文化セミナー、NHK人間大学・人間講座=これはテレビ番組、自作を読むなど）を、金曜日は毎週日曜日にFMラジオで放送中のトーク番組日曜喫茶室から特にリスナーの反響が高かった番組を再構成して放送した。
なお、以前は毎週土曜日（再放送は月曜日）にも放送され、その時には人生読本をアンコール放送していた。

## 関連の番組
- 2011年から、カルチャーラジオ（ラジオ第2）の毎週月曜日20:30-21:00（火曜日10:00-10:30再放送）の講義で「NHKラジオアーカイブス」と題して、昭和時代の作家・文化人のインタビューを再放送する番組が開始された。この番組は大村彦次郎と宇田川清江が講師を務め、当時のインタビュー録音テープを再生しつつ、その文化人の人となりを語り合う。